# Horst Liebe
Horst Liebe (* 7. Februar 1931 in Oelsnitz/Erzgeb.) ist ein ehemaliger deutscher Endurosportler. Er war mehrmals DDR-Meister im Geländesport.

## Leben
Seine ersten Erfolge errang Liebe 1954 und 1955, als er im Motorradleistungssport der Gesellschaft für Sport und Technik (GST) DDR-Meister wurde. Ab 1956 war er Mitglied der Werksmannschaft von MZ und nahm an der 33. Internationalen Sechstagefahrt in Garmisch-Partenkirchen in der Fabrikmannschaft teil. Im gleichen Jahr wurde er Zweiter der DDR-Meisterschaft in der Klasse bis 350 cm³. 1959 holte er bei der 34. Internationalen Sechstagefahrt bei den 250ern eine Goldmedaille. Mit der DDR-Trophy-Mannschaft wurde er Dritter. Im gleichen Jahr wurde er auch DDR-Meister in der Klasse bis 250 cm³. 
Im Jahr 1960 erreichte er bei der 35. Internationalen Sechstagefahrt abermals eine Goldmedaille. In den Jahren 1959 und 1962 gewann er außerdem bei der Internationalen Österreichischen Alpenfahrt das „Edelweiß“. 1961 gelang ihm als erstem Ausländer der Sieg bei der schwedischen 3-Tagefahrt. 1961 und 1962 wurde er bei Rund um Zschopau Klassen- und Gesamtsieger. 
Nach einem Unfall als Rallye-Copilot bei der Internationalen Österreichischen Alpenfahrt 1963 musste er seine Karriere beenden.

## Privates
Nach seiner aktiven Laufbahn wurde er Kundendienstleiter bei MZ und war seit 1970 Direktor für Außen- und Binnenhandel im Motorradwerk Zschopau.